# 耐空類別
耐空類別（たいくうるいべつ）とは航空法によって航空機を使用可能な形態ごとに区分して、航空機の適正な使用を図るものである。

## 概要
航空機は、さまざまな運用形態に応じて、安全な航行に耐える性能を保証する為の飛行･強度･動力装置･装備･運用限界等の技術的要求事項が異なるので、これらを耐空類別の区分ごとに定めて区別されている。
この規定では回転翼機の曲技飛行について言及が無いため日本国内では禁止されているが、自衛隊の航空機は航空法の適用範囲外であるため、基地祭ではOH-1がピボットターンなどを披露している。
| 耐空類別              | 摘要 |
| --------------------- | --- |
| 飛行機 普通 N         | 最大離陸重量8,618 kg以下の飛行機であつて、客席数が19以下であるもの |
| 飛行機 輸送 T         | 航空運送事業の用に適する飛行機。 |
| 回転翼航空機普通 N    | 最大離陸重量3,175 kg以下の回転翼航空機。 |
| 回転翼航空機輸送T A級 | 航空運送事業の用に適する多発の回転翼航空機であり、臨界発動機が停止しても安全に航行できるもの。                                                                                           |
| 回転翼航空機輸送T B級 | 最大離陸重量9,080 kg以下の回転翼航空機であり、航空運送事業の用に適するもの。 |
| 滑空機 曲技 A         | 最大離陸重量750 kg以下の滑空機であり、普通の飛行及び曲技飛行に適するもの。 |
| 滑空機 実用 U         | 最大離陸重量750 kg以下の滑空機であり、普通の飛行又は普通の飛行に加えて失速旋回・急旋回・錐揉（きりもみ）・レージーエイト・シャンデル・宙返りの曲技飛行に適するもの。                     |
| 動力滑空機 曲技 A     | 最大離陸重量850 kg以下の滑空機であり、動力装置を有し、かつ普通の飛行及び曲技飛行に適するもの。                                                                                           |
| 動力滑空機 実用 U     | 最大離陸重量850 kg以下の滑空機であり、動力装置を有し、かつ普通の飛行又は普通の飛行に加えて失速旋回・急旋回・錐揉（きりもみ）・レージーエイト・シャンデル・宙返りの曲技飛行に適するもの。 |
| 特殊航空機 X          | 上記の類別に属さないもの。 |